# TWAIN
TWAIN ist ein 1992 von den Unternehmen Aldus Corporation, Eastman-Kodak, Hewlett-Packard und Logitech festgelegter Standard zum Austausch von Daten zwischen Bildeingabegeräten (Scanner, Digitalkameras etc.) und Programmen für die Betriebssysteme Windows und Mac OS (Macintosh-Plattform).

## Details
Ein mit einer TWAIN-Schnittstelle ausgestattetes Bildverarbeitungsprogramm kann Daten von jedem Bildeingabegerät entgegennehmen, das seinerseits entsprechende Unterstützung bietet.
Die derzeit aktuelle Version des TWAIN-Standards ist TWAIN 2.5 und wurde am 4. November 2021 veröffentlicht.
TWAIN besteht aus drei Elementen: Der Datenquelle (data source), dem Anwendungsprogramm (application program) und dem Quellenmanager (source manager). Die Datenquelle wird von dem Scanner- oder Digitalkamera-Treiber gebildet, der normalerweise zusammen mit dem Gerät geliefert wird. Das Anwendungsprogramm ist das Programm, in dem die aufgenommenen Bilddaten weiterverwendet werden, z. B. ein Bildverarbeitungsprogramm. Der Quellenmanager ist in der Regel Bestandteil des Betriebssystems. Von den Datenquellen und Anwendungsprogrammen können durchaus mehrere auf einem Rechner vorhanden sein, die dann vom Quellenmanager verwaltet werden.
Neben dem TWAIN-Standard gibt es auch noch andere Verfahren, Bildeingabegeräte und Anwendungsprogramme miteinander zu verbinden:
- Image and Scanner Interface Specification (ISIS) für den Unternehmensbereich
- Scanner Access Now Easy (SANE) für Linux,
- Windows Image Acquisition (WIA) für Windows
- Image Capture Architecture für Mac OS X

## Etymologie des Ausdrucks
Die Erklärung, die von der TWAIN Working Group als offizielle Antwort auf die Frage nach der Herkunft des Namens veröffentlicht wurde, ist die Ableitung aus dem Ausspruch „Never the twain shall meet!“ aus Rudyard Kiplings The Ballad of East and West, der so viel bedeutet wie: „Niemals werden die zwei zusammenkommen!“ Das ist eine Anspielung auf TWAIN als Vermittler zwischen Geräten, die nicht direkt interagieren können. Das Wort „twain“ in diesem Ausspruch geht auf Altenglisch „twegen“ zurück (vgl. frühneuhochdeutsch „zween“). Es wurde willkürlich in Großbuchstaben geschrieben, um es markanter aussehen zu lassen.
Da die Schreibung TWAIN wie ein Akronym aussieht, wird sie häufig auf passende Wortgruppen zurückgeführt, vor allem Technology Without An Interesting Name (Varianten für T: Toolkit, Thing; für A: Any, für I: Important), zu deutsch etwa Technik (oder: Werkzeugsatz; Ding) ohne (irgend)einen interessanten (oder: wichtigen) Namen.
Andere Quellen benennen TWAIN als Abkürzung für Transmit Windows Advanced Interface.